# W. Halski Magazyn Wyrobów Żelaznych w Krakowie

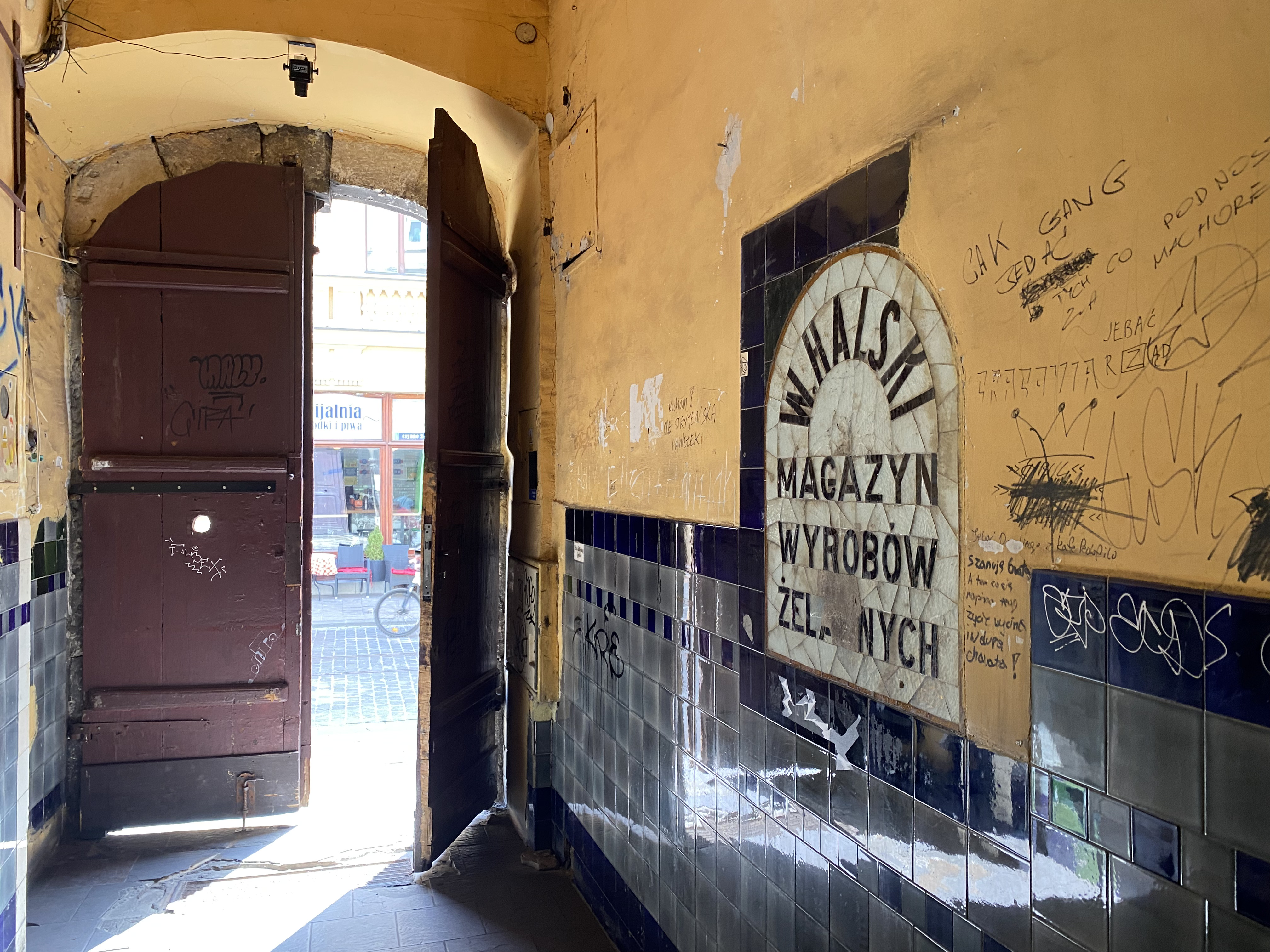
Wnętrze kamienicy

W. Halski Magazyn Wyrobów Żelaznych – sklep specjalizujący się w sprzedaży wyrobów żelaznych, który działał w Krakowie przy ul. Szewskiej 23. Firma była znana z szerokiego asortymentu produktów żelaznych i stalowych, takich jak narzędzia, elementy budowlane, i inne wyroby metalowe.

## Historia

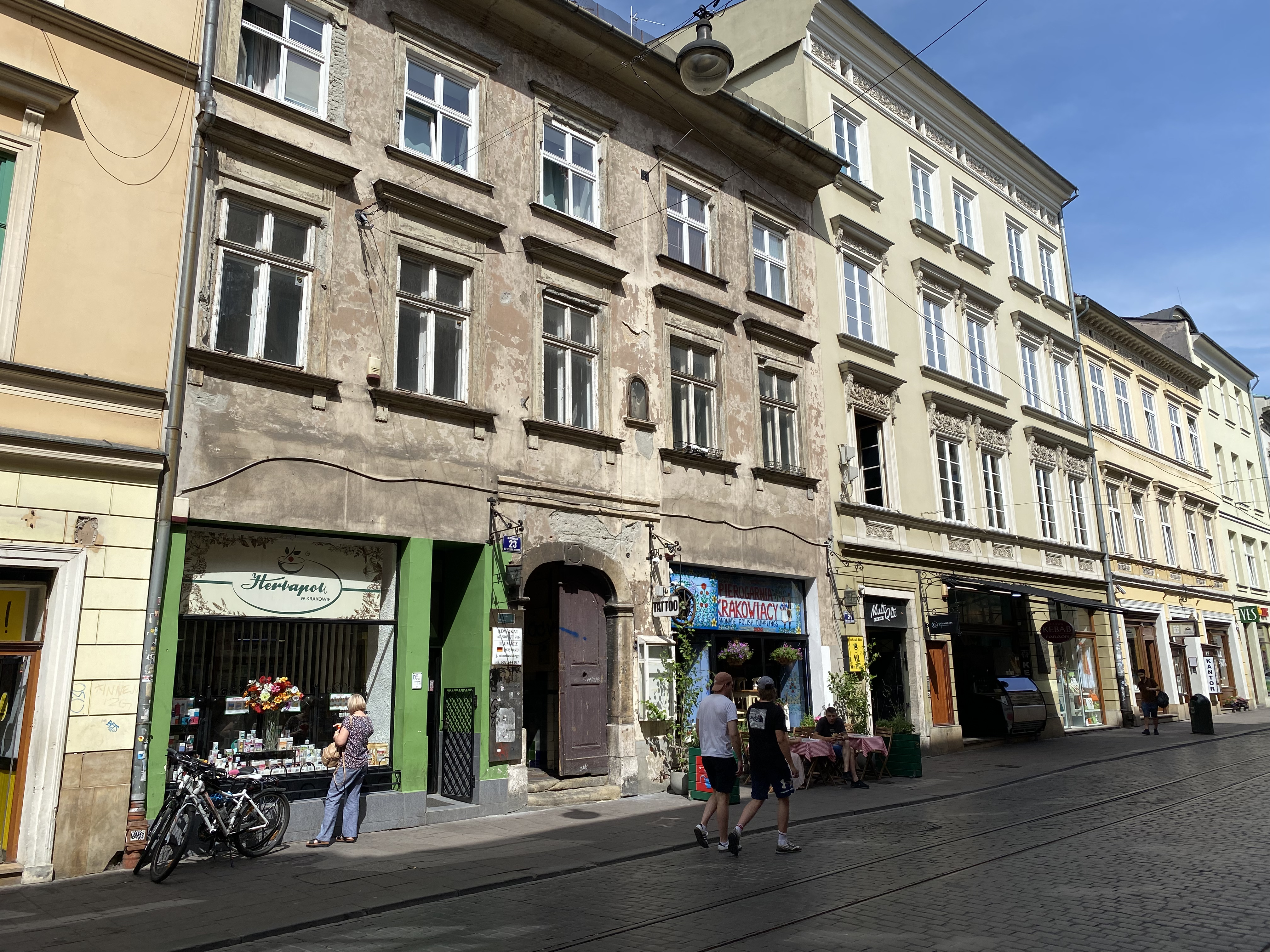
Kamienica od zewnątrz

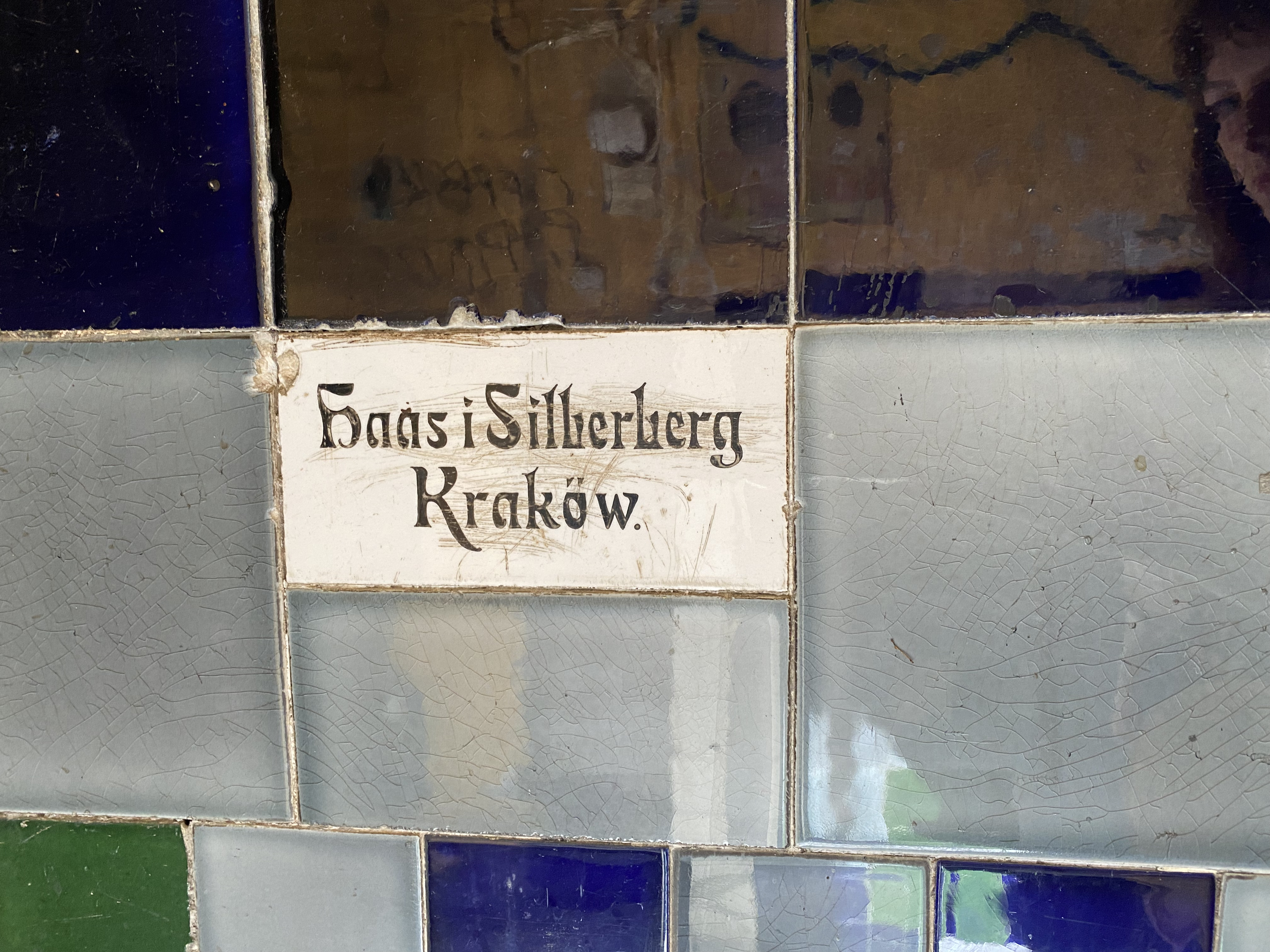
Mozaika W. Halskiego Magazynu Wyrobów Żelaznych w Krakowie

Dokładne daty działalności firmy nie są szeroko udokumentowane. Magazyn został założony przez W. Halskiego, który postanowił wykorzystać rosnące zapotrzebowanie na wyroby żelazne w Krakowie i okolicach. Firma szybko zdobyła renomę dzięki wysokiej jakości oferowanych produktów oraz profesjonalnej obsłudze klienta.
W pewnym momencie swojego istnienia, W. Halski Magazyn Wyrobów Żelaznych nawiązał współpracę z dwoma innymi przedsiębiorstwami – S.G. Żeleńskim oraz firmą Haas. Ta współpraca pozwoliła na rozszerzenie oferty magazynu oraz umocnienie jego pozycji na rynku.
Kolejnym ważnym etapem w historii magazynu było nawiązanie współpracy z firmą Silberberg, co pozwoliło na dalszy rozwój przedsiębiorstwa – większą dywersyfikację asortymentu oraz zwiększenie zasięgu działania.
W. Halski Magazyn Wyrobów Żelaznych, dzięki współpracy z S.G. Żeleńskim, Haas i Silberbergiem, stał się jednym z kluczowych dostawców wyrobów żelaznych w Krakowie. Firma odegrała ważną rolę w zaopatrywaniu lokalnych przedsiębiorstw oraz mieszkańców w niezbędne materiały budowlane i narzędzia.

## Mozaika

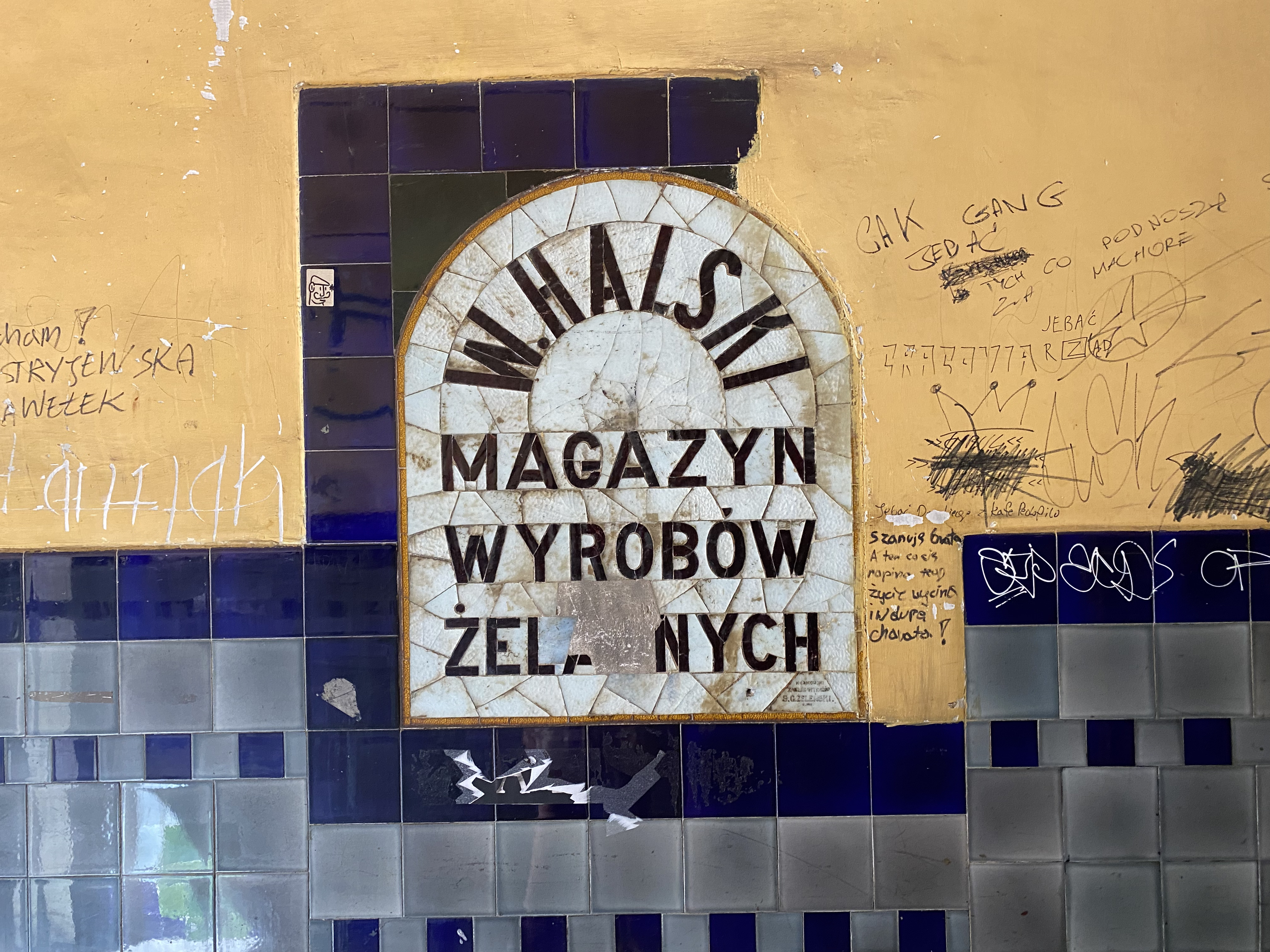
Mozaika W. Halskiego Magazynu Wyrobów Żelaznych w Krakowie

Wraz ze wzrostem popularności umieszczania sygnatur przez architektów, podobne praktyki zaczęli stosować także rzemieślnicy. Jedną z takich sygnatur jest kafelek ścienny w holu wejściowym do kamienicy przy ul. Szewskiej 23, gdzie umieszczono napis w formie mozaiki: „W. Halski magazyn wyrobów żelaznych”.